# Sanja Lovrenčić
Sanja Lovrenčić (Knin 1961.) je hrvatska spisateljica.

## Životopis
Sanja Lovrenčić, književnica i prevoditeljica, dosad je objavila knjige pjesama Insula dulcamara (1987.), Skrletne tkanine (1994.), Upute šetaču u vrtu sa zborovima, U slobodnoj četvrti (2002.) i Rijeka sigurno voli poplavu (2006) za koju je dobila nagradu "Kiklop" 2007. Pjesme su joj objavljivane u domaćoj i stranoj periodici, te su prevođene na njemački, engleski, poljski, ruski i slovenski.
Autorica je nekoliko proznih knjiga:  zbirki kratkih priča Wien Fantastic (1998.) i Portret kuće (2002.), romana Kolhida (2000.), Savršen otok (2002.) i Klizalište (2005.), te Dvostrukog dnevnika žene sa zmajem (2005.), u kojemu se isprepliću dnevnički zapisi i ulomci dramskog teksta. U Autorskoj je kući u 2006. godini objavila biografiju Ivane Brlić-Mažuranić U potrazi za Ivanom, koju je pisala uz potporu Ministarstva kulture te za nju dobila nagradu "Ksaver Šandor Gjalski" za 2007. Za roman Martinove strune, objavljen 2008. na hrvatskom i na njemačkom dobila je književnu nagradu Steiermaerkische Sparkasse.
Bavi se i pisanjem za djecu te je objavila knjige priča Esperel – grad malih čuda (1994. i 2006.), Kuća iznad čudovišta (1996.), Četiri strašna Fufoždera i jedan mali Fufić (2001.) za koju je dobila nagradu "Grigor Vitez", Sunčev sjaj (uži izbor za nagradu "Grigor Vitez" 2005.) te Priče o godišnjim dobima (2007). Za djecu je također napisala roman Godina bez zeca (2004.) i nekoliko zapaženih slikovnica.
Kao dramski autor dobila je nagradu ASSITEJ-a za najbolji kazališni tekst za mlade 1997 za Bajku o Sigismundi i Krpimiru. 
U programima Hrvatskog radija izveden je niz njezinih radio-dramskih tekstova, među kojima su neki nagrađeni (Albatros, Možda sam hodao u snu), neki objavljeni u različitim zbornicima (Mlinovi, Pisma drugom čuvaru, Devet oktava, Arielov otok), a neki prevedeni te izvođeni i izvan Hrvatske (na njemačkom, mađarskom, slovačkom i estonskom).  Kao samostalni dokumentarist snimila je nekoliko autorskih radijskih emisija, a dokumentarac Ispod lipe nam zelene, koji je realizirala u suradnji sa Zvjezdanom Jembrih, predstavljao je Hrvatski radio na festivalu Prix Italia 2007.
Jedan je od osnivača umjetničke organizacije Autorska kuća u kojoj djeluje kao autorica, urednica biblioteke "Mala zvona" (u kojoj objavljuje poeziju i tekstove povezane s poezijom), te organizator u nekoliko projekata za popularizaciju knjige i čitanja.
Bavi se i prevođenjem književnih tekstova s engleskog, francuskog i njemačkog jezika; za prijevod knjige C. S. Lewisa Konj i njegov dječak uvrštena je 2004. na Časnu listu IBBY-a.

## Djela
Poezija
- Insula dulcamara, pjesme (vlastita naklada, 1987.)
- Skrletne tkanine, pjesme (Hrvatska sveučilišna naklada, 1994.)
- Upute šetaču u vrtu sa zborovima, pjesme (DKH i Naklada MD, 2002.)
- U slobodnoj četvrti, pjesme (Meandar 2002.)
- Rijeka sigurno voli poplavu, pjesme (Autorska kuća, 2006.)

Proza
- Wien fantastic, kratke priče (Naklada MD, 1998.)
- Kolhida, roman (Naklada MD, 2000.)
- Portret kuće, kratke priče (Naklada MD, 2002.)
- Dvostruki dnevnik žene sa zmajem, proza (Naklada MD, 2005.)
- Klizalište, roman (Meandar 2005.)
- U potrazi za Ivanom (Autorska kuća, 2006.)
- Bečke priče (Autorska kuća, 2007.)
- Martinove strune/Martins Saiten (Leykam International/Leykam, 2008.)

Audio-knjiga
- Pet priča o pticama (Autorska kuća, 2005.)
- Pet priča o mačkama (Autorska kuća 2007.)

Knjige za djecu
- Esperel, grad malih čuda (Znanje, 1994., Školska knjiga, 2006.)
- Kuća iznad čudovišta (Znanje, 1996.)
- Četiri strašna Fufoždera i jedan mali Fufić (Kašmir Promet, 2001.)
- Savršen otok, kratki roman (Kašmir Promet, 2002.)
- Godina bez zeca (Autorska kuća, 2004.)
- Bajka o Sigismundi i Krpimiru (Autorska kuća, 2004.)
- Sunčev sjaj, priče (Golden Marketing, 2005.)
- Priče o godišnjim dobima (Algoritam, 2007.)

Izabrane radio-igre
- Albatros, 1990.
- Arielov otok, 1993.
- Mlinovi, 1993.
- Pisma drugom čuvaru, 1995.
- Barka bez vesla i bez jedra, 1996.
- Krivotvoritelji, 1997.
- Devet oktava, 1998.
- Žena sa zmajem, 2002.

Autorske dokumentarne radio-igre
- Strings Only!, 2003.
- Pobuna mašte protiv stvarnosti, 2004.
- Skupljačica plesnih pokreta, 2004.
- O pticama i ljudima, 2005.
- Ispod lipe nam zelene, 2006. (sa Zvjezdanom Jembrih)
- Slike povratka: općina Gračac, 2007. (sa Zvjezdanom Jembrih)

Slikovnice
- Bajka o Sigismundi i Krpimiru (Autorska kuća, 2004.)
- Crtež ispod bora (Školska knjiga, 2004.)
- Vendolin iz krojačke ulice (Školska knjiga, 2004.)
- Mjesečeva splav (Školska knjiga, 2004.)
- etno-priče:  Proždrlica, Mačak i lisica, Ptičar i crna vrana, Pjetlićeva družina, Zec, medvjed, čovjek i lisica (Kapitol, 2006.)
- Mjesec u prosincu (Autorska kuća 2008.)

Izabrani prijevodi
- R. Kipling, Knjiga o džungli (Znanje, 1996)
- M. Pressler, Jesenske mačke (Znanje, 1997)
- J. Spyri, Heidi (Znanje, 1999)
- J. Swift, Gulliverova putovanja (ABC naklada, 2001)
- E. Kastner, Konferencija životinja (Kašmir promet, 2001)
- C. S. Lewis, Kronike iz Narnije (Golden marketing 2001-2003)
- Jane Austen, Zamak Lesley/Lady Susan (Autorska kuća, 2006)
- Dorothy Wordsworth, Grasmerski dnevnik (Autorska kuća, 2007)                                                                                                                                            Životi trubadura (Autorska kuća, 2008)

## Nagrade
- 2012. Knjižna nagrada Kiklop za prijevod godine

## Vanjske poveznice
- Sanja pala s Marsa  Arhivirana inačica izvorne stranice od 10. listopada 2007. (Wayback Machine) Popularna spisateljica Sanja Lovrenčić se susrela s hvarskim mališanima, 17. studenog 2007.
- Osobna web stranica Sanje Lovrenčić